# Kornélius
Svatý Kornelius, latinsky Cornelius († červen 253 v Centum Cellae, dnes Civitavecchia), byl 21. papežem. Jeho pontifikát se datuje do let 251–253.

## Život
Sv. Kornelius byl zvolen papežem až 14 měsíců po smrti sv. Fabiána, protože konání řádné volby dlouho znemožňovalo pokračující ostré pronásledování křesťanů císařem Deciem. V době sedisvakance církev kolektivně řídila rada presbyterů a jáhnů.
Hlavním odpůrcem Kornelia byl Novatianus, který sám také usiloval o to být papežem. Byl velmi striktní zejména v otázce těžkých hříchů. Prohlašoval, že každý, kdo přestal v době Deciova pronásledování křesťanství praktikovat, nemůže být církví přijat zpět. To ovšem papež odmítal a návrat zpět umožňoval, pokud hříšníci projevili upřímnou lítost a pokoru. Novatián se tedy sám prohlásil římským biskupem a stal se tak druhým vzdoropapežem v historii.
Kornelius svolal v roce 251 synodu 60 biskupů, která potvrdila legitimitu Korneliova papežství a odmítla Novatiána i jeho stoupence.
V roce 252 byl za vlády císaře Treboniana Galla Kornelius vypovězen do Centum Cellae, kde v červnu roku 253 zemřel. Jeho ostatky byly později převezeny do Říma a uloženy v Kalixtových katakombách.
Katolická církev slaví Korneliův svátek společně se sv. Cypriánem dne 16. září.